# Tranosema intermedium
Tranosema intermedium là một loài tò vò trong họ Ichneumonidae.